# 走马乡 (彭水县)
走马乡，是中华人民共和国重庆市彭水苗族土家族自治县下辖的一个乡镇级行政单位。

## 行政区划
走马乡下辖以下地区：
走马村、保兴村、洪家村、万家村、沙田村、龙胜村、金银村和楼房坝村。